# Sceliphron fervens
Sceliphron fervens är en biart som först beskrevs av Frederick Smith 1858.
Sceliphron fervens ingår i släktet Sceliphron och familjen grävsteklar. Inga underarter finns listade i Catalogue of Life.